# Nicolò Marcello

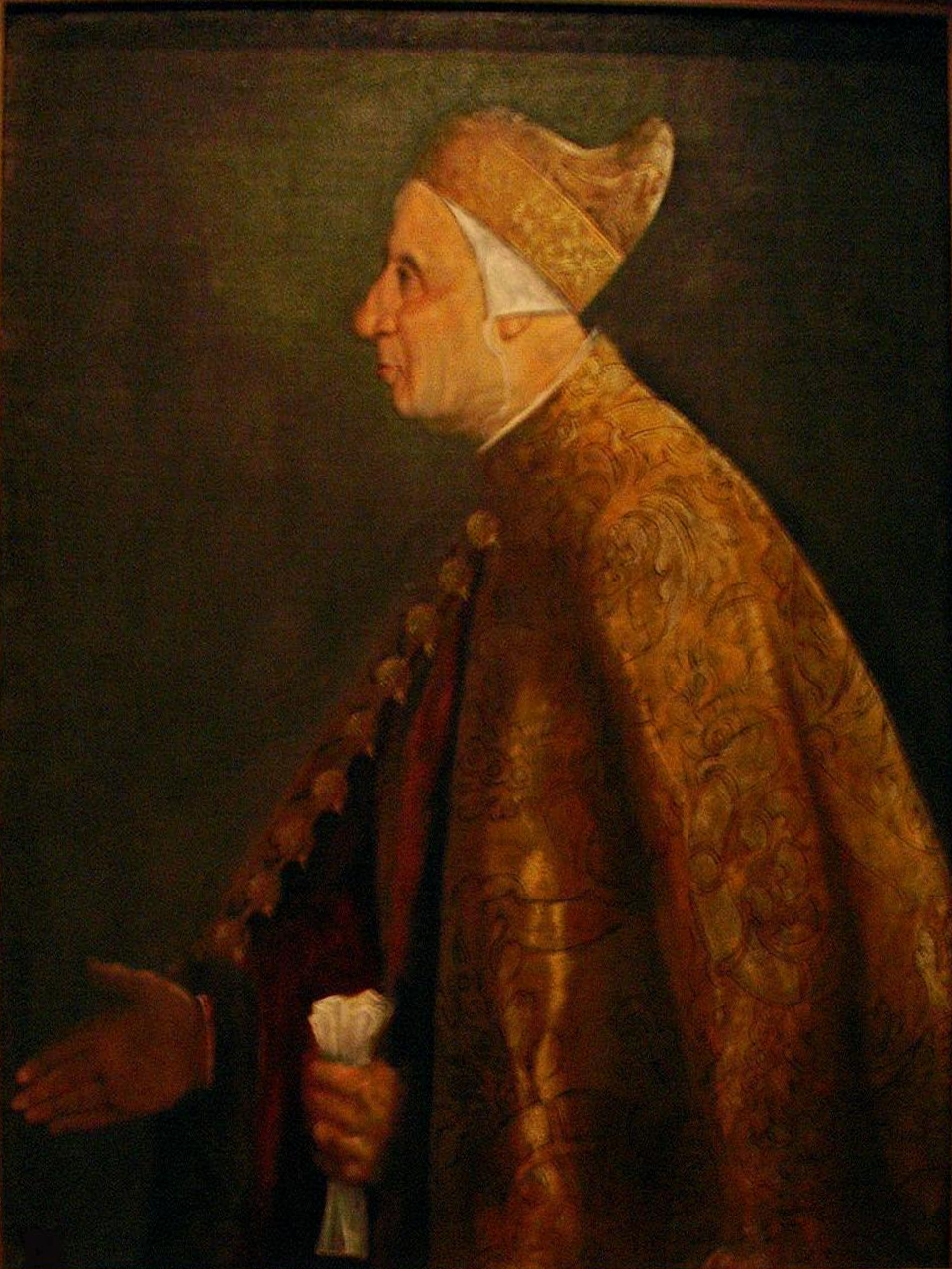
Rund sieben Jahrzehnte nach dem Tod des Dogen angefertigtes Porträt von Tizian, um 1542, Öl auf Leinwand, Pinacoteca Vaticana, Rom

Nicolò Marcello (* 1397 in Venedig; † 1. Dezember 1474 ebenda) war vom 13. August 1473 bis zu seinem Tod, folgt man der staatlich gesteuerten Geschichtsschreibung der Republik Venedig, ihr 69. Doge.
Ähnlich wie sein Vorgänger verdankte Marcello seinen Aufstieg dem Fernhandel, wobei sein Schwerpunkt Damaskus war, doch, anders als sein Vorgänger Niccolò Tron, übernahm er etwa ab seinem 41. Lebensjahr zahlreiche Ämter zwischen Italien und Trapezunt, war zudem als Diplomat in Rom und Neapel tätig. Während seiner Regierungszeit dauerten die Auseinandersetzungen mit den Osmanen um Zypern, Scutari und das Friaul an. Auch wurde eine Münzreform durchgeführt, eine neue Münze wurde nach ihm Marcello genannt, wie insgesamt eine Reform der Staatsfinanzen angegangen werden sollte.

## Leben

### Herkunft, Handel im östlichen Mittelmeer, Ehen (1427, 1438)

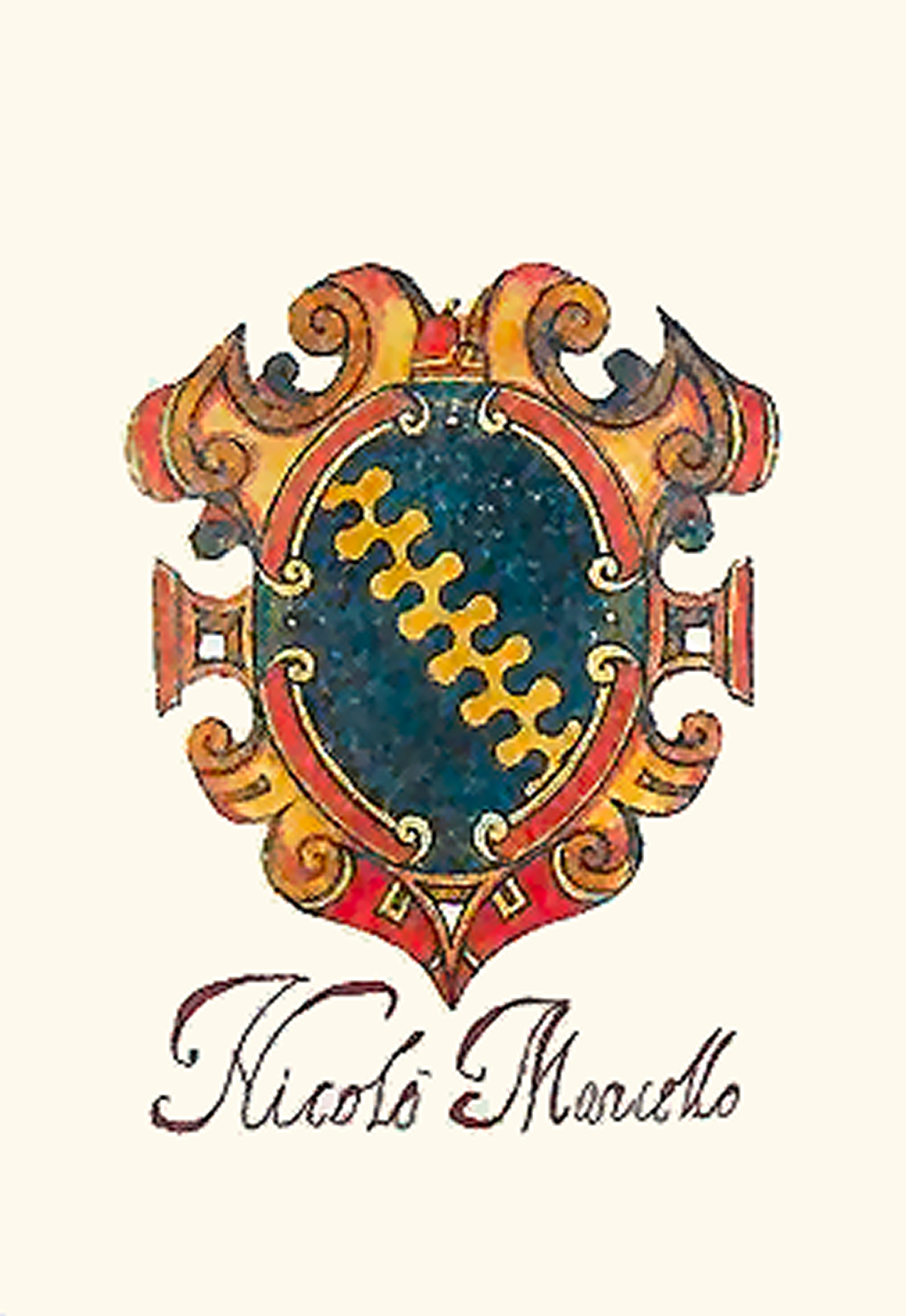
Wappen des „Nicolò Marcello“, frühes 17. Jahrhundert

Als Sohn des Giovanni di Bernardo, der dem angesehenen Familienzweig (ramo) von Santa Marina im Westen von Castello, östlich der Rialtobrücke, angehörte, und seiner ersten Frau Maria (von der nur der Name überliefert ist) kam Nicolò Marcello im Jahr 1397 zusammen mit seinem Zwillingsbruder Bernardo zur Welt.
Wie im Hoch- und Spätmittelalter in den im Fernhandel tätigen Familien üblich, war er schon früh im östlichen Mittelmeer tätig. Dabei hielt er sich lange in Damaskus auf.
1427 heiratete er in erster Ehe Bianca Barbarigo di Francesco di Pietro. Bald verwitwet, heiratete er 1438 zum zweiten Mal, diesmal Contarina Contarini di Donato, die Witwe des Francesco Mocenigo di Lazzaro. Beide Ehen Marcellos blieben ohne männliche Erben, Contarina Contarini brachte ein Mädchen namens Maria zur Welt, die Nonne wurde.

### Ämterlaufbahn (ab 1438)

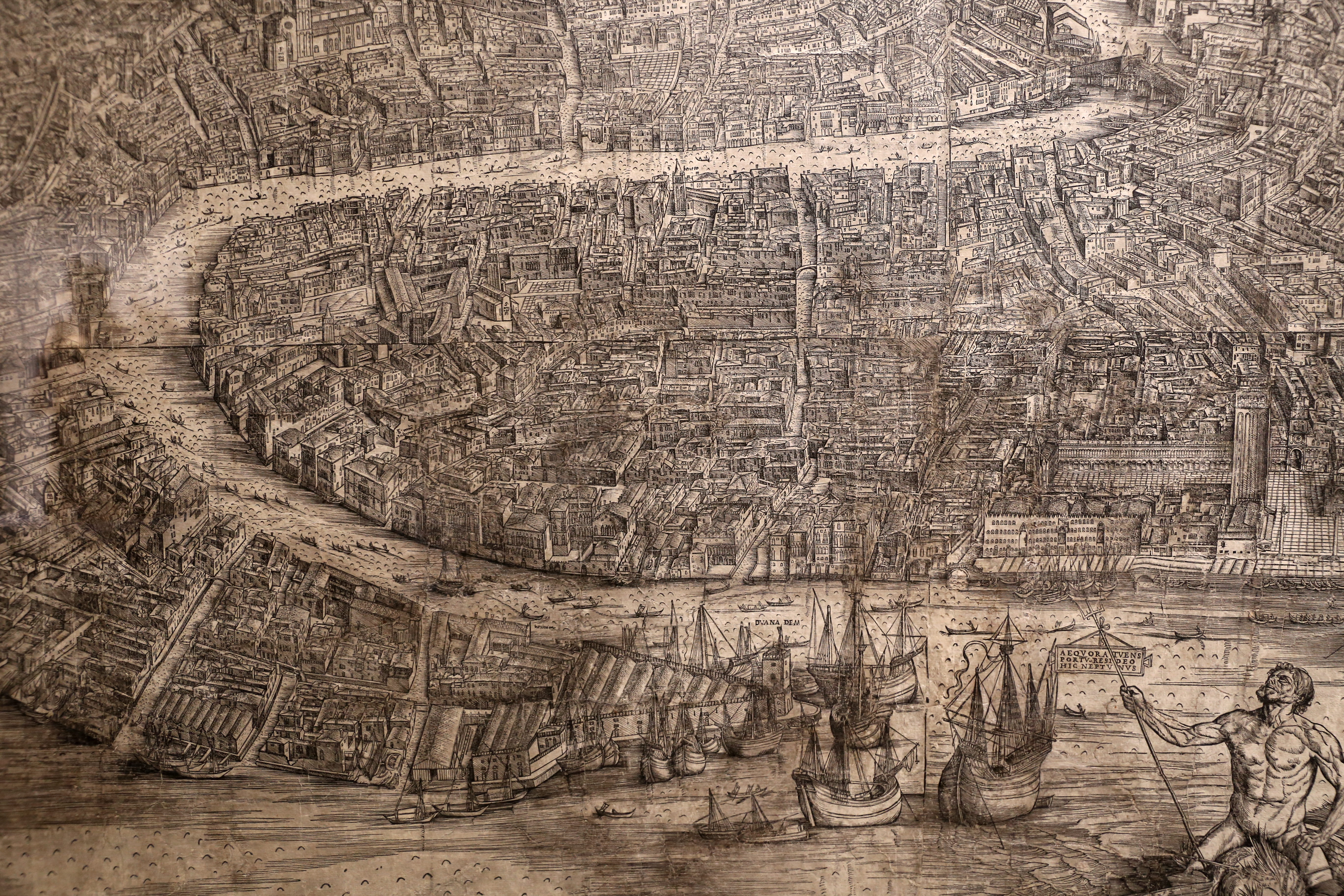
Ansicht Venedigs von Jacopo de’ Barbari (Detail); im Vordergrund die Dogana da Mar, Holzdruck, um 1500, Museo Correr

Im Jahr seiner zweiten Hochzeit wurde Marcello zum Amtsträger an der Zollstelle für Überseewaren, der Dogana da Mar. Am 13. Mai 1440 wurde er Amtsträger an den Rason novissime, er überprüfte also Abrechnungen, war aber auch mit Rechtsmitteln ausgestattet.

#### Trapezunt (1441–1442), Konstantinopel
Waren dies zunächst eher bürokratische Aufgaben, so trat mit der Wahl vom 16. Juli 1441 zum Bailò von Trapezunt eine Wende ein. Dort, am Schwarzen Meer, hielt er sich ein Jahr lang auf. Auf dem Rückweg nahm er in Konstantinopel Aufenthalt, wo er als einer der Zeugen fungierte, die eine wichtige Urkunde unterschrieben. Dabei handelte es sich um vertragliche Abmachungen zwischen der Republik Venedig und Kaiser Johannes VIII. In dieser Zeit nahm der dortige Handel, den lange die Genuesen beherrscht hatten, einen neuen Aufschwung, wie Marcellos Bericht vor dem Senat erweist.

#### Podestà von Feltre (1448–1450), Senator, Beirut
Mit dem Tod des Vaters trat 1445 insofern eine weitere Wendung ein, als damit Posten ins Auge gefasst werden konnten, die aufgrund der Gesetze gegen die Ämterhäufung in bestimmten Familien bis dahin nicht in Frage gekommen waren. Der nach Venedig zurückgekehrte Nicolò Marcello, aus dessen Bericht (relazione) eine gewisse wirtschaftliche Erholung ablesen lässt, wurde am 19. Dezember 1445 zum giudice alle Rason vecchie, dann am 14. April 1448 zum Podestà und Capitano von Feltre. Dort war er weit genug weg vom Krieg gegen Mailand, der erst im Frieden von Lodi 1454 ein Ende fand. Zudem war er in Feltre ausschließlich für die Versorgung mit Nahrungsmitteln für die Mannschaften sowie die Versorgung mit Holz zuständig.
Zum Ende dieses Amtes wurde er am 14. März 1450 zum Senator gewählt, dann übernahm er am 26. Juli eine Flottenführung, nämlich die der muda (der für Venedig typische Schiffskonvoi mit verpachtetem Laderaum), die nach Beirut fuhr – und damit in eine ihm wohlvertraute Gegend.

#### Podestà von Treviso (1451/52–1453)
Wieder stand ihm für den weiteren Aufstieg ein Verwandter im Wege. Dieser war der ältere Andrea Marcello di Vettore. So blieben ihm nur auswärtige Ämter. Daher nahm er am 27. Dezember 1451 die Nominierung zum Podestà von Treviso an, wo er im Februar sein Amt antrat. Am 26. August wurde es ihm gestattet, für einige Tage nach Venedig zurückzukehren. Er wollte beim Eintritt seiner einzigen Tochter ins Kloster Corpus Domini anwesend sein.

#### Im Machtkern: Kleiner Rat, Zonta des Zehnerrates
Am 1. Oktober 1453 erhielt er einen Sitz im Minor Consiglio, im Kleinen Rat, als Consigliere ducale, als Dogenrat, für das Sestiere Castello. Er vertrat also damit im engsten Machtzirkel einen der sechs Stadtteile Venedigs. Am 6. Dezember wurde er in eine Zonta, ein Zusatzgremium, des Rates der Zehn kooptiert. Diese Zonta sollte den Estimo, die große Vermögensschätzung der Stadt, einer Revision unterziehen.

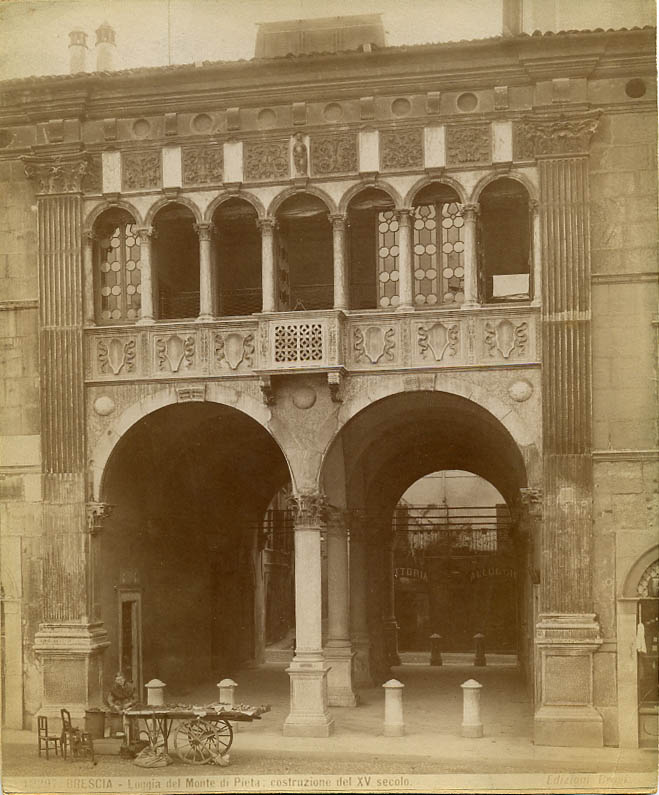
Die Loggia des 1489 gegründeten Monte di Pietà zu Brescia, fotografiert im 19. Jahrhundert

#### Podestà von Brescia (1454), Verona (1456), Zonta
In kurzer Folge wurde Marcello nun Podestà von Brescia (25. Juli 1454 gewählt, sein Nachfolger Bernardo Bragadin wurde bereits am 13. Juli des Folgejahres gewählt); dann folgte das gleiche Amt in Verona durch die Wahl vom 27. Juni 1456. Dort war sein Kollege im Amt des Capitano der Humanist Ludovico Foscarini; ein anderer Gelehrter, Battista Guarino hielt Anfang 1458 seine Verabschiedungsrede. Doch wenige Wochen vor seiner Abreise nach Verona wurde Marcello am 24. Juli 1456 in eine Zonta des Rates der Zehn gewählt. Diese hatte die Aufgabe, den Sohn des Dogen Francesco Foscari, Jacopo, endgültig zu verurteilen. Nach der Rückkehr wurde er selbst in den Rat der Zehn gewählt. Danach wurde er ins Collegio als Savio di Terraferma gewählt, zuständig für das venezianische Festland, die Terraferma. Dies geschah allerdings gleichsam symbolisch, denn seine Amtszeit dauerte nur vom 27. März bis zum 30. April 1458.

#### Gesandtschaft nach Neapel, Rom, erneut Zonta, Consiglio, Friaul
Wieder folgte eine lange Reihe kurzzeitiger Ämter, wobei er Wahlen manchmal auch ablehnte. So gehörte er einer Sondergesandtschaft nach Neapel an, dann reiste er nach Rom, als Papst Pius II. am 2. Oktober 1458 die Thronbesteigung des Königs von Aragon anerkannte. Am 5. November wurde er bereits zum Provveditore sopra le Camere gewählt, dann am 29. April 1459 zum Governatore delle Entrate, war also mit den Einnahmen des Staates befasst. Am 2. Januar 1460 wurde er wieder in eine Zonta des Rates der Zehn kooptiert. Diese sollte die Frage klären, wie man sich zum Kreuzzug stellen wollte, den der Papst gegen die Osmanen betrieb. Am 7. September wurde er Mitglied im höchst angesehenen Consiglio. Erneut wurde er am 17. Januar 1461 zum Consigliere für Castello gewählt, ein Amt, dem sich mit der Wahl vom 6. Oktober 1461 erneut ein Posten in Verona anschloss, dieses Mal der eines Capitano. Von September 1463 bis März 1464 übernahm er schließlich den Posten eines Statthalters im Friaul.
Inzwischen lag Venedig im Krieg mit den Osmanen (1463–1479), während der Streit mit den Habsburgern um Triest wegen Zollvergehen einiger Bewohner Istriens beigelegt worden war. Marcellos Aufgabe lag unter anderem darin, die Militärstrukturen am Isonzo zu verstärken.

#### Prokurator von San Marco (1466), Ehrenämter

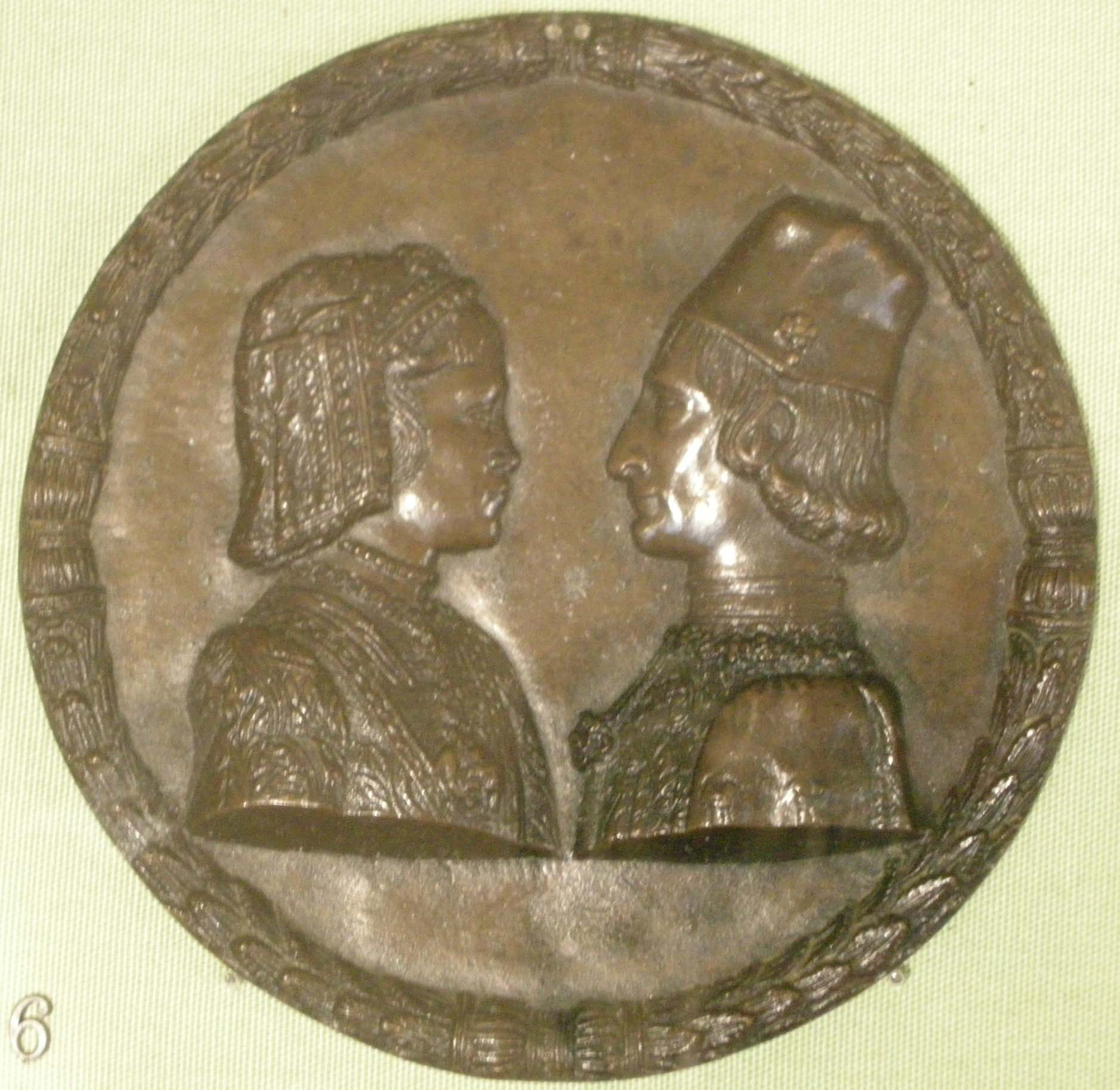
Medaille, geschaffen von Sperandio di Bartolommeo de' Savelli (ca. 1431–1504) anlässlich der Hochzeit von Ercole I. d’Este mit Eleonore von Aragon

Wieder in Venedig wurde er erneut am 19. November 1465 mit dem Estimo befasst. Schließlich wurde er am 13. März 1466 in Anerkennung seiner Leistungen zum Procuratore de supra gewählt, wo er sich vor allem um den Besitz der Markuskirche kümmerte. Im Gegensatz zu den Procuratori de citra, die sich um karitative Aufgaben kümmerten, und um die Vollstreckung von Stiftungen und Testamenten, war ein Procuratore de supra eher für den Kirchenbau selbst, und allen daran hängenden Aufgaben zuständig, darunter Besitz und Finanzierung.
Venedig verließ er fortan nicht mehr, er konzentrierte sich auf prestigeträchtige Aufgaben. So nahm er am 14. September 1468 an der feierlichen Prozession anlässlich der Wiederauffindung eines Kreuzessplitters teil, eine Reliquie, die man im Schatz von San Marco entdeckt hatte. Am 7. Februar 1469 gehörte er der Delegation an, die Kaiser Friedrich III. feierlich auf dem Staatsschiff, dem Bucintoro, einholte. Danach war er wieder Savio del Consiglio in der ersten Jahreshälfte 1470, dann Provveditore all'Arsenale, wo die Schiffe Venedigs gebaut und ausgerüstet wurden, daraufhin am 2. Februar 1471 mit der Öffentlichen Schuld befasst.
Am 20. August 1471 wurde er zum Gesandten nach Rom gewählt, doch lehnte er dieses Amt ab. Allerdings nahm er 1473 die Gelegenheit wahr, die Republik bei der Hochzeit des Herzogs von Ferrara, Ercole I. d’Este, mit der Tochter des Königs Ferdinand von Neapel, mit Eleonore von Aragon, zu repräsentieren.

### Dogenamt, Tod

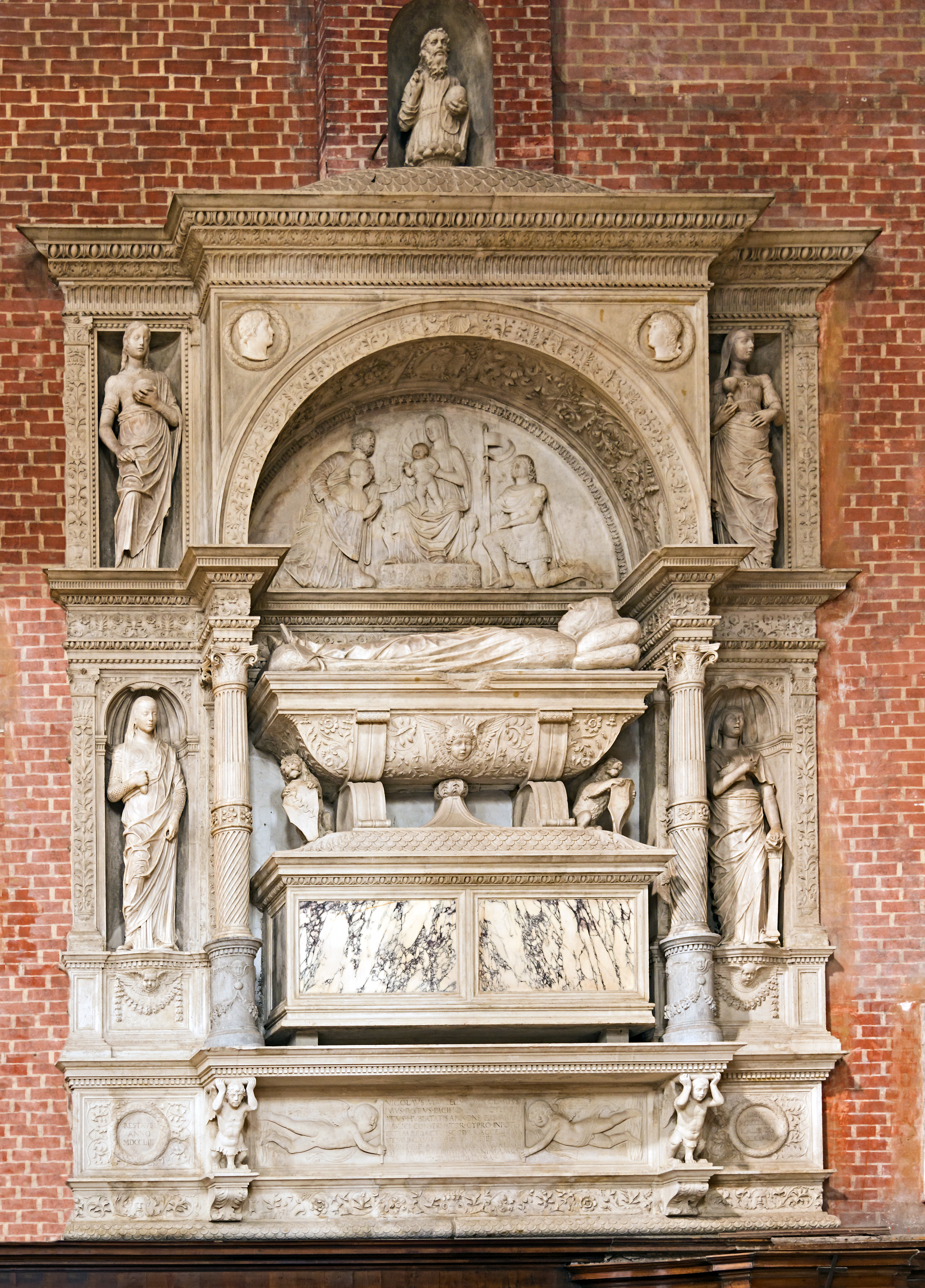
Grabmonument des Dogen, seit 1818 in San Zanipolo

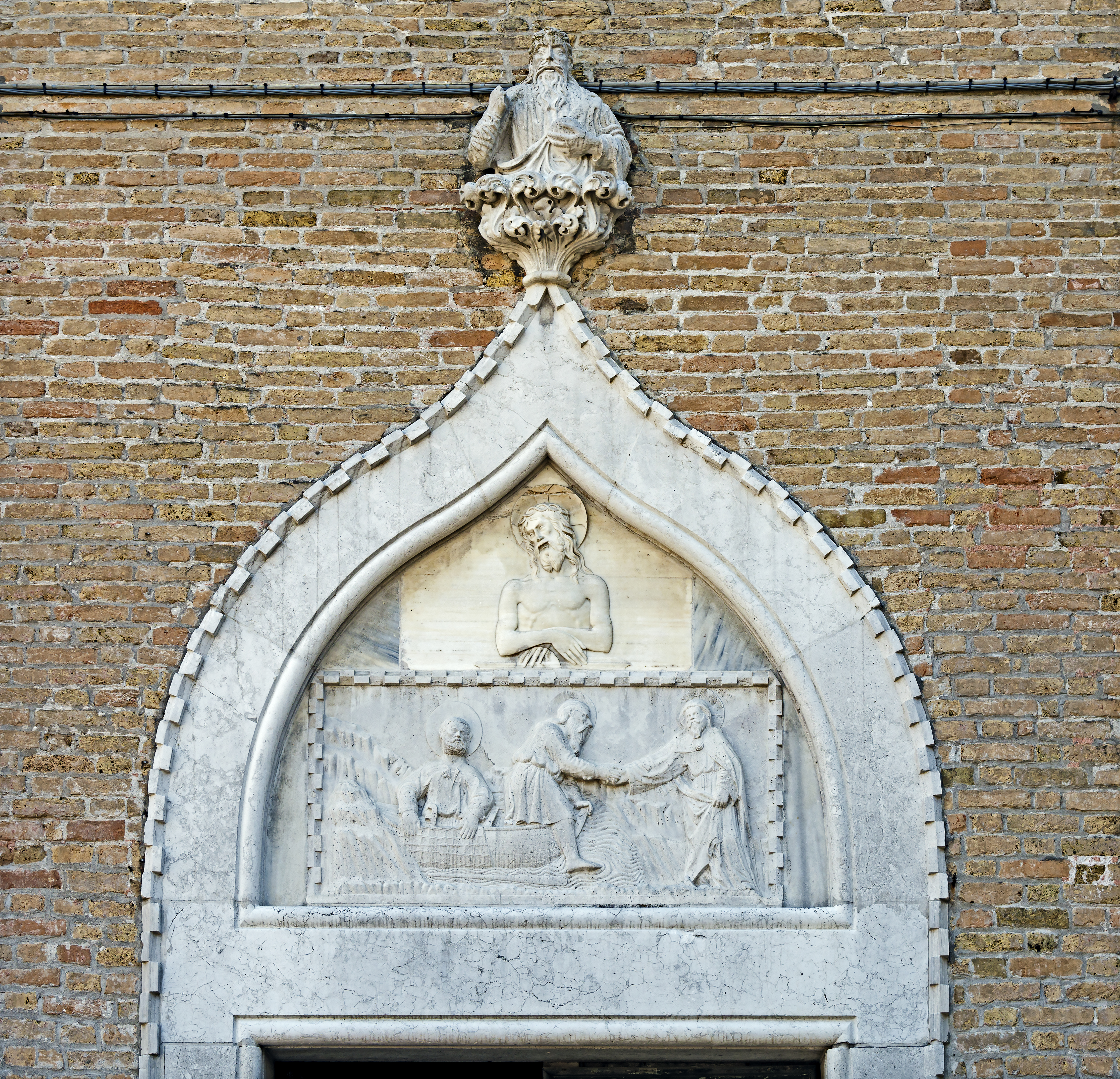
Gotisches Basrelief über dem Eingangsportal der Kirche Sant’Andrea della Zirada oder Apostolo

Nur vier Tage nach dem Tod seines Vorgängers wurde Marcello am 13. August 1473 zum Dogen gewählt. Bei der Wahl setzte er sich gegen die späteren Dogen Pietro Mocenigo und Andrea Vendramin durch.
In seiner kurzen Regierungszeit widmete er sich vor allem der Reorganisation der Staatsfinanzen. Nach ihm wurde eine in dieser Zeit neu geprägte venezianische Silbermünze Marcello genannt. Dabei handelte es sich um eine halbe Lira. In seinem Testament hinterließ er einen großen Teil seines Vermögens für wohltätige Zwecke. Die Grabrede in San Zanipolo hielt sein Neffe Domenico Bollani, doch auch der Humanist Ermolao Barbaro verfasste eine Erinnerungsschrift.

## Grabmal
Von Pietro Lombardo wurde sein Grabmal errichtet, das sich ursprünglich allerdings in der Kirche Santa Marina befand. Erst seit der Entweihung dieser Kirche im Jahr 1818 befindet sich Marcellos Grabmal in San Zanipolo. Eigentlich, so heißt es, sollte er in Sant’Andrea della Zirada oder Apostolo beigesetzt werden, wo Marcello sich bereits seit 1451 ein Grabmal nebst einer Inschrift hatte anlegen lassen. Doch ist diese Frage ungeklärt.